# Neon Genesis Evangelion
Neon Genesis Evangelion (新世紀エヴァンゲリオン, Shinseiki Evangerion, també conegut com a Evangelion o Eva) és una sèrie d'anime i manga. La sèrie tracta d'un món futur en què una organització militar anomenada NERV protegeix la humanitat dels atacs d'uns éssers d'origen desconegut anomenats apòstols; per a dur a terme la seva comesa fan servir robots biomecànics anomenats EVA. A mesura que la sèrie avança es torna cada vegada més confusa i psicològica, on el desenvolupament dels personatges i la seva personalitat (pors, desitjos i traumes) és fonamental.
L'anime té 26 episodis produïts el 1995 per l'estudi Gainax, sota la direcció de Hideaki Anno. Diversos esqueixos, mangues, pel·lícules i videojocs complementen la història o ofereixen una realitat alternativa de la sèrie.
La importància de la sèrie en la història de l'anime radica en "la revitalització del gènere que es veia com un estancament creatiu en la dècada dels 90", sent una de les sèries més importants i innovadores, aclamada pels crítics al Japó (i més tard als Estats Units i Europa) com "la principal sèrie animada de TV japonesa de la producció dels anys 90".
El director, Hideaki Anno, ha expressat que el desenvolupament de la sèrie va ser inspirat en la seva pròpia experiència, en virtut de la qual els personatges de la sèrie mostren una àmplia gamma de les seves afeccions emocionals i de la seva personalitat.
El seu argument es considera que es presenta de manera que l'espectador és qui ha d'acabar de fer-li la seua interpretació.
Aquesta sèrie ha estat classificada en els gèneres ciència-ficció, mecha i distopia; i conté diversos elements de filosofia, psicologia i religió, amb marcades influències abrahàmiques.
A més a més, les seves característiques tècniques i temàtiques, així com la complexitat del seu argument, han fet que aquesta producció sigui considerada com un dels millors exemples del gènere del realisme èpic. També ha rebut alguns dels majors premis d'animació. Per tot això, Evangelion és considerat per molts com una de les produccions més grans de l'anime. En el rànquing dels millors 100 animes de 2006 de TV Asahi (amb base a una enquesta japonesa online), Evangelion va aconseguir el segon lloc, només superat per Fullmetal Alchemist.
S'ha emès al Canal 3XL.

## Etimologia
El títol japonès de la sèrie, 新世紀エヴァンゲリオン (Shinseiki Evangerion) consta de dues parts: «Shinseiki» (新世纪, lit. "Nova era" o "Nou segle") i «Evangelion», del grec clàssic εὐαγγέλιον (catalanitzat evangeli, "bon missatger", "bona nova"). El títol Evangelion etimològicament no té res a veure amb la paraula hebrea Eva (vivent). Amb tot, el títol Neon Genesis Evangelion significa missatger del nou començament.
Un primer títol pensat per a la sèrie va ser Alcion (Arushion, en japonès), però Yoshiyuki Sadamoto i Hideaki Anno van acabar confirmant Evangelion.

## Argument

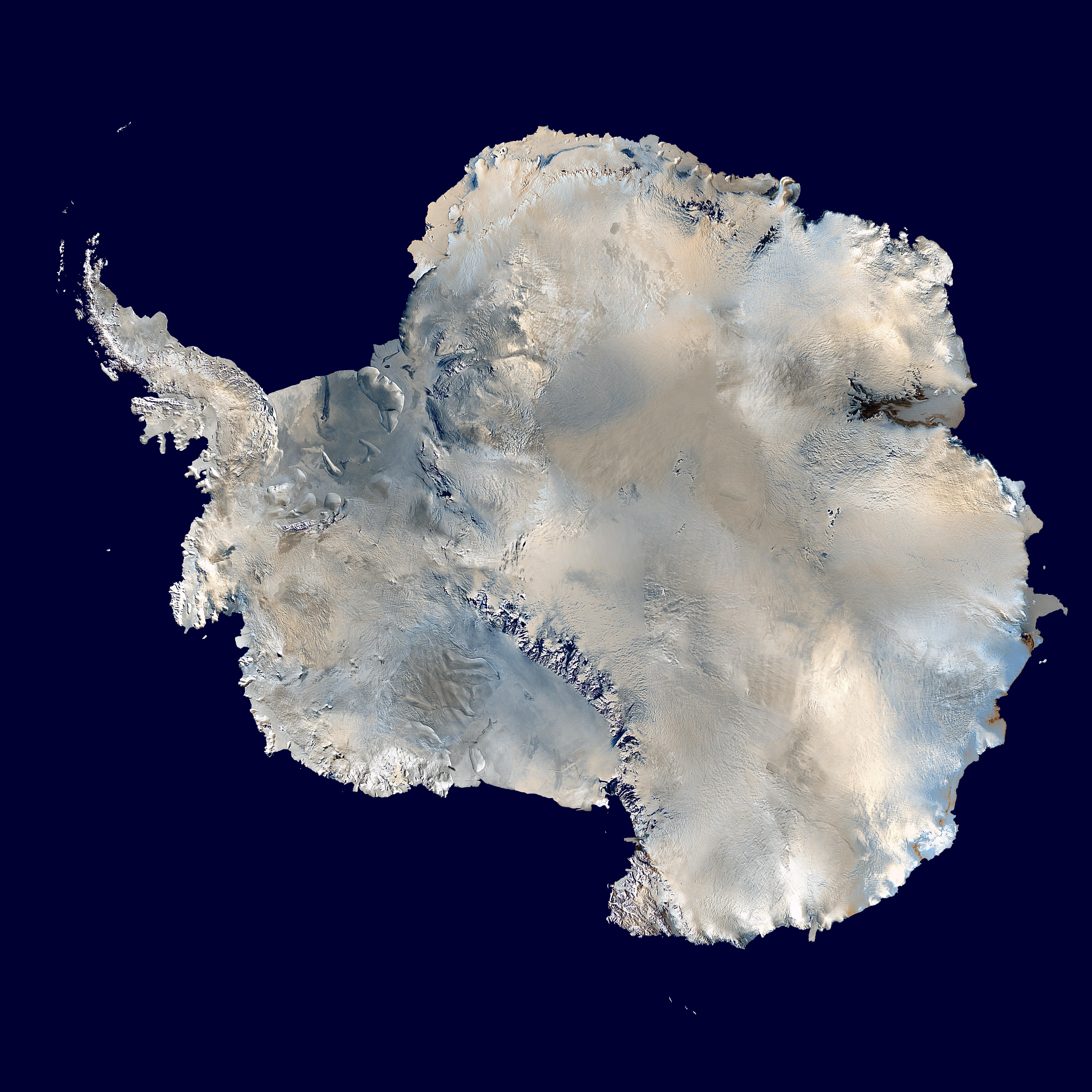
Antàrtida, lloc del Segon Impacte

Aquest text pot contenir avançaments sobre la trama.
La sèrie s'inicia l'any 2015 de l'era cristiana, 15 anys després del primer i desastrós contacte amb uns misteriosos éssers coneguts com a apòstols, que va resultar en un cataclisme a nivell mundial anomenat Segon Impacte que va reduir a la meitat la població humana a la Terra. Per prevenir futurs atacs d'apòstols, l'ONU va establir a Tòquio-3 l'organització NERV, la qual desenvolupa una sèrie de gegants biomecànics anomenats "Evangelion (EVA)" per a combatre'ls. Com que els Evangelion només poden ser pilotats per adolescents, el dirigent de NERV, Gendo Ikari, crida a Tòquio-3 al seu distanciat fill Shinji perquè piloti un dels Evangelion, la unitat 01, i acabi amb el Tercer apòstol, que està atacant la ciutat. Encara que al principi, en Shinji es nega a cooperar, acaba accedint en veure l'acte aparentment cruel del seu pare d'obligar a la malferida Rei Ayanami a pilotar l'EVA. A bord de l'Evangelion, en Shinji queda inconscient, però sobtadament l'EVA actua per si mateix i destrueix l'apòstol.
Després d'això, en Shinji s'adapta a la seva nova vida a Tòquio-3, vivint amb la capitana Misato Katsuragi com la seva tutora. A l'escola de la ciutat coneix als que seran els seus millors amics, Toji Suzuhara, Kensuke Aida i Hikari Horaki, així com l'enigmàtica Rei Ayanami, pilot de la unitat 00. Poc després, ella i en Shinji s'encarreguen de derrotar els següents apòstols, objectius que aconsegueixen amb grans dificultats.
Més tard, la Misato porta en Shinji, en Toji i en Kensuke a un comboi naval encarregat de transportar la unitat Evangelion 02, pilotat per la dinàmica Soryu Asuka Langley. En un eventual combat, un apòstol ataca la flota, sent destruït per en Shinji i l'Asuka a bord de la unitat 02. Al mateix temps, es revela que l'autèntica càrrega del comboi és l'embrió de l'Adam, transportat per un vell amic de la Misato anomenat Ryoji Kaji. Poc després, l'Asuka es muda a casa de la Misato, trobant dificultats en la convivència entre ella i en Shinji, no obstant això, tots dos superen les seves diferències per derrotar junts un altre apòstol. Posteriorment, en Shinji, l'Asuka i la Rei s'enfronten i derroten més apòstols amb grans complicacions i perills en cada un d'ells que porten al límit la resistència psicològica dels pilots. Després d'això, la unitat 03 és enviada a Tòquio-3, i Tōji Suzuhara és l'encarregat de pilotar-lo, però l'Evangelion és posseït per l'apòstol i en Shinji es veu obligat a enfrontar-se contra ell. Davant la negativa d'en Shinji de lluitar, Gendo Ikari activa un mètode de teledirecció de l'Evangelion anomenat Dummy Plug i destrossa al seu oponent, gairebé matant en Toji, dins de la unitat 03.
Tanmateix, arriba un apòstol i derrota l'Asuka i la Rei, això fa que en Shinji torni, després de parlar amb en Kaji, per pilotar la unitat 01 i atacar l'apòstol. En el transcurs del combat, l'EVA esgota la seva energia i entra en mode berserker, desgranant i devorant l'apòstol, i provocant que en Shinji quedi reduït a "LCL"; però més tard el jove Ikari interacciona amb l'esperit de la seva mare, dins de l'Evangelion, i reneix del líquid.
Després que en Kaji sigui assassinat després de rescatar el vicecomandant del NERV, Kozo Fuyutsuki, de les mans de SEELE, un nou apòstol arriba i ataca la ment de l'Asuka, provocant una forta depressió clínica que li impedeix seguir pilotant. Al mateix temps, la Rei mor destruint un altre apòstol, però és substituïda per un clon. Posteriorment, un jove misteriós anomenat Kaworu Nagisa arriba per pilotar la unitat Evangelion 02 en substitució de Asuka. En Shinji forja una forta relació amb ell, però en Kaworu resulta ser un apòstol, l'últim àngel a ser esperat, i en Shinji es veu obligat a matar-lo per impedir que provoqui el Tercer Impacte.

### Final
Finalment, els personatges comencen a entendre que l'autèntic pla del NERV és l'anomenat "Projecte de Complementació Humana", amb el qual pretenen eliminar la individualitat humana i fusionar a tota la humanitat en un mateix ésser, posant fi a tots els conflictes, la solitud i el dolor provocats per l'existència individual. El NERV i SEELE entren en conflicte per l'execució del Projecte.
En els dos últims episodis de la sèrie s'inicia el Projecte, la qual cosa obliga a alguns personatges (especialment en Shinji) a fer front als seus dubtes i temors i examinar el seu valor. Aquest final es va fer a base de flashback s, visions, textos parpellejants i un muntatge d'imatges ombrívoles, que inclouen lúgubres fotografies en blanc i negre de desolats motius urbans. També es mostra una vida alternativa amb els mateixos personatges, que entraria en un gènere de comèdia juvenil. Quan amb el temps en Shinji s'adona que val la pena viure i que no hi ha necessitat de ser un pilot de EVA per justificar la seva existència, és envoltat per la majoria dels personatges de la sèrie aplaudint.lo i felicitant-lo. Després d'aquestes escenes, en Shinji conclou les seves reflexions i acomiada la sèrie.
L'ambigu i poc clar sentit dels dos últims capítols va deixar a molts fans confusos i insatisfets. Aquests episodis van ser els més controvertits d'una ja de per si polèmica sèrie, qualificats per molta gent d'imperfectes i incomplets., però, Anno i el subdirector Kazuya Tsurumaki van defensar la integritat artística del final. No obstant això, a la pel·lícula Evangelion: la fi es mostra un final diferent, que complementa el de la sèrie. Encara que la pel·lícula bé podria arribar a representar un preludi als episodis 25 i 26, si s'aconsegueix interpretar una relació entre el final de la pel·lícula i els flashbacks dels quals es compon el final original de la sèrie, prenent en consideració el complicat estat mental d'en Shinji i la possibilitat que el seu enfrontament al món apocalíptic en què va acabar l'hagi fet replegar dins del seu subconscient (lloc on tindrien lloc els últims episodis de la sèrie). Algunes escenes dels darrers capítols han estat reutilitzades a The End of Evangelion per establir un major paral·lelisme entre els dos finals. Per exemple, les imatges de les morts de la Misato i la Ritsuko, l'escena en la qual en Gendo va a buscar la Rei o una altra en què es mostra l'Asuka al fons del llac.
A l'apocalíptic Tercer Impacte, en Shinji, pot triar seguir endavant amb el Projecte de Complementació Humana o cancel·lar-lo. Conclou amb una sèrie de viatges mentals i monòlegs que el Projecte despullaria realment a les persones de la seva humanitat en eliminar la individualitat. En una ambigua i inconclusa seqüència final, en Shinji i l'Asuka són els dos únics éssers humans del món fins que els altres humans recobrin la seva forma original, sempre que ells dos tinguin la força de voluntat perquè les seves ànimes tornin a donar-los forma.

## Personatges

### Personatges principals
Els personatges d'Evangelion lluiten contínuament amb les seves relacions interpersonals, dimonis interiors i successos traumàtics del seu passat, creant un patró complex de relacions. Anno descriu el protagonista, Shinji Ikari, com un noi que «s'encongeix davant el contacte humà», i que «està convençut que és una persona absolutament innecessària, tant que ni tan sols pot arribar al suïcidi ». Descriu en Shinji i la Misato Katsuragi com «extremadament temorosos de ser ferits» i «inadequats -perquè no tenen actitud positiva- per ser el que la gent diu herois en aquesta aventura." En comparació amb l'heroi estereotíp, Shinji està caracteritzat més per no tenir energia i emoció que per posseir qualsevol tipus d'heroisme o bravura. La Rei Ayanami i l'Asuka Langley Soryu, els altres protagonistes, tenen similars deficiències i dificultats per relacionar-se amb altres persones.
Segons Anno, Evangelion va ser un intent de fer totes les perspectives en una, la creació de personatges que representen diferents coses per a diferents espectadors a fer l'impossible perquè tots puguin arribar a una única teoria. Per a alguns espectadors, els personatges són representacions psicològiques, mentre que per altres, són filosòfics, religiosos, històrics, i fins i tot similars a ells mateixos. Pel que sembla, l'objectiu principal va ser presentar personatges que reflectissin la profunda depressió i l'eventual recuperació que Anno va experimentar abans de començar a treballar en Evangelion: cada personatge reflecteix una part de la seva personalitat.
No obstant això, la naturalesa profundament pessimista de la sèrie, així com la poca vegades vista varietat de problemes, ha cridat la curiositat sobre per què no hi ha una veritable felicitat en la configuració del món. El subdirector Kazuya Tsurumaki va dir «però quan tot va estar dit i fet, Hideaki Anno va comentar sobre Evangelion que és un missatge dirigit als fans de l'anime, inclòs ell mateix, i per descomptat, jo també. Si una persona que ja viu i es comunica normalment ho veu, no aprèn res».
El disseny dels personatges per Yoshiyuki Sadamoto, amb el seu estil marcadament realista, de trets molt plàstics que permeten reflectir l'estat d'ànim mitjançant la postura del cos i l'expressió del rostre, també ha contribuït a la popularitat d'Evangelion. Els atractius dissenys de Sadamoto dels tres personatges femenins principals, Asuka, Rei i Misato, han elevat molt la venda de marxandatge (especialment de la Rei, la "Premium Girl"), i han estat immortalitzats en la comunitat del dōjinshi en models garage kit, i en els animes (com Burst Angel).
- Shinji Ikari

Seiyū: Megumi Ogata
Veu de doblatge: Albert Trifol Segarra
És el protagonista principal de la sèrie. És un jove de 14 anys, fill de Gendō Rokubungi i Yui Ikari. El seu pare el va abandonar per motius desconeguts als quatre anys, però una dècada després torna a reunir-se amb ell conduït per la Misato. És llavors quan en Gendo obliga el noi a pilotar la unitat Evangelion 01 atorgant-li el títol de Tercer Nen. En Shinji és un personatge els turments dels quals el fan una persona física i moralment feble, passiva i extremadament pusil·lànime. La seva iniciativa d'obeir el que li diuen el portarà a pilotar l'EVA-01 tot i l'odi que sent cap al seu pare, però gràcies als personatges que entraran en la seva nova vida, Shinji començarà a acceptar-se a si mateix com a persona i a prendre les seves pròpies decisions.
- Asuka Langley Sôryû

Seiyū: Yuko Miyamura
Veu de doblatge: Núria Trifol
Té 14 anys i origen alemany-japonès-nord-americà, l'Asuka és l'encarregada de pilotar la unitat Evangelion 02. L'Asuka és definida com una noia passional, enèrgica, extremadament emocional i de personalitat completament oposada a les d'en Shinji i la Rei, en contrast amb ells, és independent, competitiva, múrria i fins i tot de vegades, rebel i desobedient. Però sobretot, el somni de l'Asuka és impulsar-se a si mateixa cap a l'adultesa en un intent de fugida d'una dramàtica infància, la qual cosa de vegades la farà semblar un personatge estrany, desequilibrat i forçadament infantil. Posseeix un potencial incomparable com a pilot d'EVA, sumat a un profund afany de lluita i un sòlid orgull guerrer. Durant la sèrie, manté una complicada relació d'amor/odi amb en Shinji.

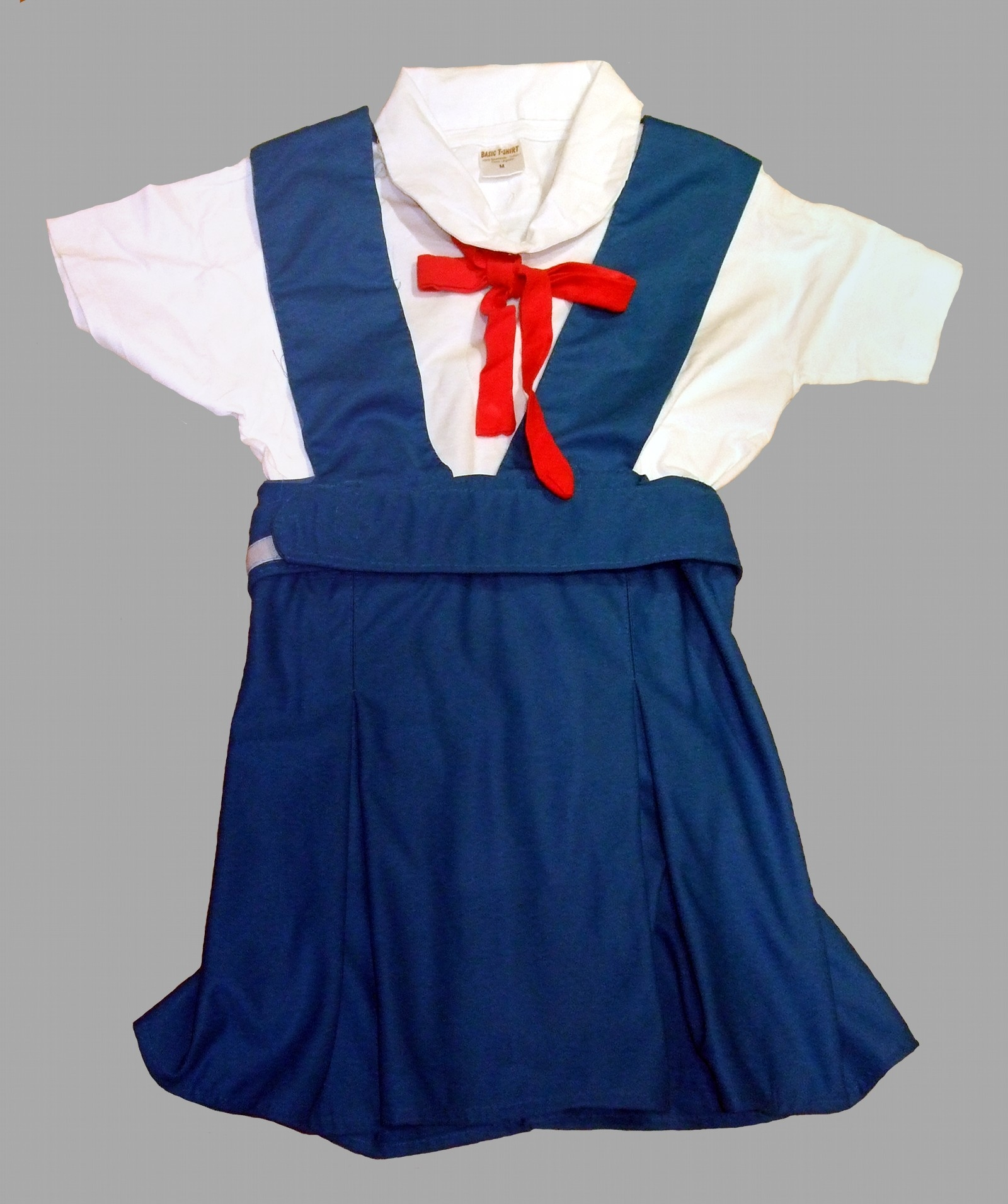
Uniforme escolar de la Rei i l'Asuka.

- Rei Ayanami

Seiyū: Megumi Hayashibara
Veu de doblatge: Maria Lluïsa Magaña
La Rei és la primera triada, encarregada de pilotar la unitat Evangelion 00. La Rei és una jove de 14 anys enigmàtica, freda, inexpressiva, hermètica i introvertida que amaga tota emoció i poques vegades pronuncia paraula llevat que se li pregunti. Obeeix intrínsecament cada ordre que li donen, especialment les de Gendo Ikari, a qui està molt aferrada. Les dades sobre la seva infància, família i orígens són desconeguts, a més a més, té una sorprenent semblança física amb Yui Ikari, la mare d'en Shinji, el que fa dubtós l'origen de la Rei. Durant la sèrie en Shinji i ella atrauran lentament la simpatia de l'altre, la qual cosa anirà fent que la Rei s'emancipi, prengui iniciatives i arribi a expressar-se de forma insospitada.
- Kaworu Nagisa

Seiyū: Akira Ishida
Veu de doblatge: Claudi Domingo
Aquest jove es presenta inesperadament com el Cinquè Infant en un moment agitat i tardà de la sèrie. Va néixer el dia del Segon Impacte i té certa semblança amb la Rei, ja que el seu cabell és platejat i els seus ulls són vermells. En Kaworu és un jove amigable que manté una misteriosa relació amb els líders de SEELE i tindrà un paper vital en la batalla contra l'últim apòstol de la sèrie. Mantindrà una profunda relació emocional amb en Shinji, que s'enamorarà d'ell i aprendrà grans valors de cara a la culminació de la història.
- Misato Katsuragi

Seiyū: Kotono Mitsuishi
Veu de doblatge: Maria Josep Guash
Va ser l'única supervivent de l'inici del Segon Impacte a l'Antàrtida i conserva una cicatriu del fenomen. La Misato és una atractivaa dona de 29 anys que atrau la mirada de molts personatges, i al mateix temps és una persona intel·ligent, decidida i extremadament capacitada. És la líder d'estratègia del NERV i s'encarrega de tenir cura dels joves pilots. Després de la seva personalitat valerosa, alegre, riallera i extremadament optimista s'amaga un forçat però encertat procés de maduresa que l'ajuda a comprendre a molts altres personatges i la portarà a descobrir els secrets de tots ells.
- Gendô Ikari

Seiyū: Fumihiko Tachiki
Veu de doblatge: Francesc Figuerola
És el comandant de l'organització dependent de l'ONU anomenada NERV. Originalment el seu cognom era Rokubungi, però quan es va casar amb Yui Ikari va adoptar el seu cognom. Es tracta del pare d'en Shinji i és el creador de les unitats Evangelion, així com artífex, juntament amb la Yui i en Kozo Fuyutsuki, del que més tard es coneixeria com el Projecte de Complementació Humana. És un filantrop fred i manipulador, un líder previngut i de paraules implacables, però donat a acceptar consells. Rares vegades manifesta cap emoció durant les batalles i té tendència a controlar a altres persones com a peces d'escacs. D'alguna manera i tal com ho descriuen altres personatges, té certa semblança emocional amb en Shinji, i està tan distanciat del seu fill com el seu fill d'ell.

### Els EVA
Una altra de les principals característiques de Neon Genesis Evangelion la constitueixen els biodroides anomenats «EVA», creats per a la sèrie per Ikuto Yamashita. El seu aspecte exterior és el d'un gegantí robot de combat (dels típics mecha del manga i anime), però darrere d'aquesta imatge s'amaguen secrets que involucren l'origen dels éssers humans i la seva relació amb els apòstols. Encara que molts EVA són esmentats a la sèrie, només tres d'ells són mostrats en acció durant la major part de la mateixa:
- La Unitat Evangelion 00 (零 号 机, Zerogōki) és pilotada per la Rei Ayanami, una misteriosa i enigmàtica noia de catorze anys. Aquesta és una unitat prototip, de manera que les seves capacitats són menors que la resta de les unitats. El seu color extern és una combinació de blanc i blau, encara que originalment era un taronja i blanc (colors universals per a les unitats de prova), el canvi es va deure als danys en la seva integritat estructural i blindatge en la batalla contra un apòstol. El seu tret distintiu és el seu únic ull que té a la cara.

- La Unitat Evangelion 01 (初 号 机, Shogōki) és la primera a fer la seva aparició en enfrontar-se a un apòstol. Aquesta unitat va ser construïda al Japó, i el seu pilot assignat és el jove Shinji Ikari. El seu color extern és una combinació de violeta fosc i verd, i posseeix dos ulls en forma de ranura a la cara, així com una banya al mig del front. Sembla tenir certes característiques ocultes de les que no tenen la resta de les unitats, com la capacitat de continuar funcionant sense tenir connectat el "cable umbilical" gràcies a un mode anomenat Berserk. A l'interior de la unitat 01 es troba l'ànima de la Yui Ikari, la mare d'en Shinji, que va ser absorbida després d'assolir un nivell de sincronització superior al 400%, en iniciar els experiments d'activació de la unitat 01.

- La Unitat Evangelion 02 (弐 号 机, Nigōki) està assignada a la pilot Asuka Langley Soryu, també de catorze anys. Va ser construïda a la Tercera Branca del NERV a Alemanya, i és la primera unitat construïda fora del Japó. El color predominant del seu cos és el vermell, i en el seu rostre s'aprecien quatre ulls. Va ser la primera unitat creada exclusivament per al combat, després de la construcció de l'EVA-02 no hi hauria més prototips, el 02 seria l'inici d'una era de construcció d'EVA en massa. En el seu interior es troba part de l'ànima de la Kyoko, mare de l'Asuka (es dedueix, segons la sèrie, pel·lícules i videojocs que la part "maternal" de la Kyoko va ser absorbida en un experiment de sincronització amb l'EVA, tal com ho va fer la Yui Ikari, només que la Kyoko va poder sortir viva d'aquest experiment, però amb un dany psicològic permanent, que la conduiria a un posterior suïcidi).

### Apòstols
Els principals antagonistes de la sèrie són els apòstols (o àngels), uns misteriosos éssers en què els seus noms i atributs provenen de l'angeologia. La seva grandària va des del gegantí fins al microscòpic, i no hi ha una forma comuna per a tots ells. Es diu que estan compostos d'una matèria «amb propietat de partícula i ona al mateix temps», però que el seu codi genètic és un 99,98% similar a l'humà.
L'origen dels apòstols no és aclarit a la sèrie fins ben entrat a l'argument, revelant que són la progènie d'Adam, el primer àngel, i que el seu objectiu és arribar fins al segon, "Lilith", que es troba en una cova sota el Geofront. El perquè exacte d'aquest desig mai és revelat, encara que es deixa entreveure que si algú arriba fins al seu objectiu passaria la fi de la humanitat.
El nom genèric dels àngels és originalment shito (使徒, apòstol), en lloc de la paraula per «àngel», que seria tenshi (天使, àngel). La traducció com Àngel va ser especificada per Hideaki Anno.

## Origen i producció
| «              | Evangelion és tota la meva vida, ho vaig fer amb tot el que sabia, posant-hi tot el meu ésser. Això és tota la meva vida. La meva vida mateixa. | » |
| — Hideaki Anno | |   |

### Producció

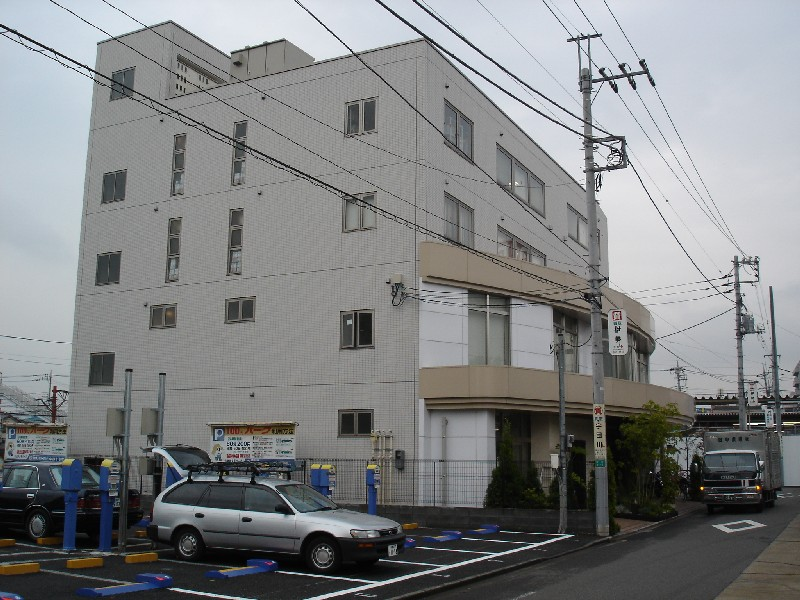
Estudis de Gainax a Tòquio.

Els plans de fer la sèrie en l'estudi Gainax van començar el juliol de 1993, perllongant la producció fins al 1996. Hideaki Anno va treballar com a director, coproductor, codisseny i coescriptor de personatges amb Yoshiyuki Sadamoto, així com codirector artístic amb Hiroshi Kato. També van participar el subdirector Kazuya Tsurumaki, el guionista Akio Satsugawa i el dissenyador artístic Ikuto Yamashita, que va crear al costat Anno els dissenys dels EVA, mentre que els productors van ser Noriko Kobayashi i Yutaka Sugiyama. Les animacions van ser part de l'estudi Production IG i Studio Ghibli, així com Tòquio TV i Tatsunoko.

### Motivació
Al març de 1992, Gainax havia començat la planificació i la producció d'una pel·lícula d'anime anomenada Aoki Uru, que havia de ser una seqüela de Royal Space Force: The Wings of Honneamise ambientada en un futur situat 50 anys després dels esdeveniments de la primera pel·lícula (per tal de ser més fàcil de llançar per als inversors); igual que l'anterior, la seqüela continuaria amb l'argument del grup de pilots de combat. El pressupost no era suficient per al projecte proposat, i per això l'estudi es va veure en dificultats financeres. Quan el projecte va ser acabat el 1992, l'estudi va començar a retallar despeses en la mesura del possible. El mateix mes Gainax va començar a planejar Neon Genesis Evangelion. Llavors, al setembre de 1994, el grup de treballadors de Takami Akai, que treballava en el videojoc Princess Maker 2, es va separar de l'empresa i va fundar la signatura AKAI.
Hideaki Anno va patir una greu depressió en el període anterior a la producció de la sèrie, que va influir notablement en el contingut de la sèrie. Amb la idea d'una nova producció, Anno recuperar la vitalitat. I així, partint del tema bàsic d'Aoki Uru, el concepte de "no fugir", es va desenvolupar Neon Genesis Evangelion. Als inicis del projecte es va proposar que, amb les idees d'Anno, s'havia d'augmentar el nombre d'otakus, acabant així l'aïllament predominant fins a aquest moment en els aficionats de l'anime. Per això, l'argument havia de ser una batalla entre humans i déus. Inicialment s'havia proposat un protagonista femenina, igual que les anteriors produccions de l'estudi, com Gunbuster o Fushigi no Umi no Nadia. El disseny seria similar al personatge tardà d'Asuka, però la idea va ser rebutjada a causa de la repetició de la idea en les altres produccions, així com que es va jutjar que un protagonista masculí seria més adequat com a pilot de combat. La idea que les mares mortes dels pilots sobrevisquessin als EVA va ser proposada per Yoshiyuki Sadamoto després que veiés un documental televisiu sobre el que després es inspiraria per als sistemes A-10. Amb la primerenca mort de les seves mares, els pilots haurien estat sotmesos a un desenvolupament psicològic especial. A més, la relació de l'Asuka i en Shinji es va inspirar en la de Nadia i Jean a Fushigi no Umi no Nadia, mentre que la Rei estaria dissenyada com un contrast amb l'Asuka.
L'argument de la sèrie va ser originalment planejat d'una altra manera. El primer episodi ja seria una batalla entre la Rei i un àngel, fent en Shinji la seva aparició després de la derrota de la Rei. No obstant això, la majoria dels episodis restants van seguir el concepte original. Només a partir de l'episodi 13 es començarien a introduir canvis, deixant-se sense modificar l'episodi 16. En la primera versió de la sèrie, el final consistiria en l'atac d'un àngel des de la lluna, l'ONU s'apartaria del Projecte de Complementació Humana i només la Ritsuko i en Gendo quedarien com a defensors del pla. Una batalla final en una antiga ruïna anomenada Aluka comportaria la cancel·lació del Projecte, sent el NERV destruït.
El guió de la sèrie es va desenvolupar durant l'emissió de la mateixa pel fet que només una part de l'argument conceptual s'havia aprovat. Així, l'evolució de la sèrie va ser influenciada pels comentaris dels fans i el replantejament de Hideaki Anno, així com la manca de temps, que es va produir cap al final de la sèrie. A més, l'incident de la secta Aum va provocar que pogués haver diverses interpretacions en el treball d'Anno, pel que va ser canviat perquè els paral·lelismes amb la realitat fossin menys evidents. No obstant això, Anno va dir que darrere dels incidents de la secta Aum i Neon Genesis Evangelion hi havia el mateix problema de la diferenciació social entre societat i alienació.
Des de l'episodi 16, "Malaltia per morir i..." (死 に 至る 病, そして, Shi ni itaru Iamai, soshite), es va canviar la concepció de la sèrie i la trama es va allunyar cada vegada més del projecte original. La raó era que Hideaki Anno no estava satisfet amb els resultats de la sèrie. La sèrie va virar cap a una direcció més crítica, cosa que va ser al seu torn criticat pels fans de l'anime. Anno va insistir sobre la presència d'escenes de sexe i una comprensió de la vida real. Això, a més, conscienciaria al públic, gent jove en la seva majoria, per al que els esperaria a la vida. Això es va deure al fet que en aquest període Anno començar a llegir llibres de psicologia i malalties mentals. Intrigat, va voler mostrar el que passa en l'esperit humà. Ara, Anno volia crear i desenvolupar una cosa nova per a l'anime. Segons el director Kazuya Tsurumaki, l'episodi 16 és la frontera entre les dues parts de la sèrie: la primera, plena d'acció, la segona, plena de monòlegs. La segona meitat va provocar tensió en l'equip, ja que s'estava ignorant la planificació original i, per tant, el temps i els diners eren escassos. Alguns dels funcionaris volien aturar la producció perquè no semblava possible acabar la sèrie amb la qualitat suficient. Els dos últims capítols no van ser produïts amb el guió original, encara que diverses escenes del capítol 25 ja s'havien completat molt abans. Els dos últims capítols van ser redissenyats.
Hideaki Anno volia que amb la sèrie es revitalitzés el gènere de l'anime i prengués una nova direcció. En la seva opinió, des dels últims deu anys el camp de la ciència-ficció explicava sempre les mateixes històries.
El personatge d'en Shinji és la constatació del mateix Anno. Però, això és una cosa simbòlica, no literal. Anno va introduir, especialment en la segona part, molt de si mateix. No obstant això, Anno també va declarar que no li agradaven els comentaris sobre això.

### Desenvolupament

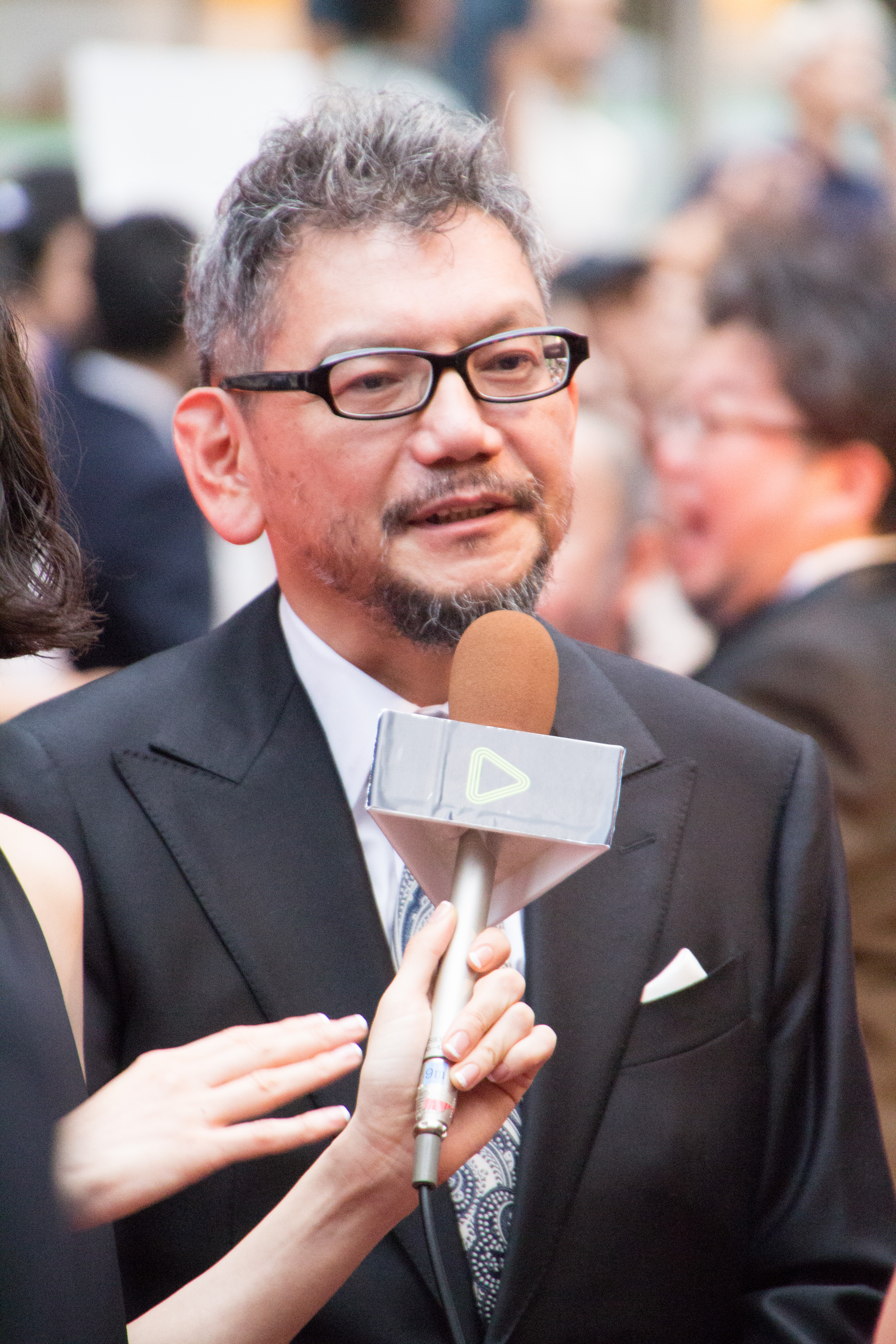
Hideaki Anno, creador d'Evangelion.

La producció d'Aoki Uru finalment acabaria al juliol de 1993: una pel·lícula d'anime de llarga durada que estava una mica més enllà de la capacitat financera de Gainax, molts dels seus negocis principals van tancar o van produir quantitats insignificants de diners:
 "General Products ha tancat. Ens va treure del Wonder Festival (un mercat per "garage kits", és a dir, conjunts de figures de col·leccionista de la sèrie) i garage kit en conjunt. No teníem subcontractació de treball per a producció d'anime. Seguim fent jocs de PC - Akai és una mostra d'això - però no hi havia molta feina en el nostre camí. Amb uns pocs centaus a la butxaca, ens va costar bastant pagar els salaris de tothom. Finalment, ens van ordenar aturar la producció d'Aoki Uru. Vam ser senzillament incapaços de portar el projecte més enllà". 
Amb el fracàs del projecte, Anno, que havia previst des del principi dirigir Aoki Uru, va ser alliberat. No obstant això, aviat estaria d'acord en una col·laboració entre King Records i Gainax mentre bevia amb Toshimichi Otsuki, un representant de King; amb King Records garantint-li durant un temps, Anno es va dedicar a fer realitat l'anime. Com era d'esperar, la majoria d'elements d'Aoki Uru van ser incorporats al naixement d'Evangelion:
 «Un dels temes clau a Aoki Uru havia estat "no sortir corrent". En la història, el personatge principal s'enfronta a la difícil tasca de salvar l'heroïna... Va fugir d'alguna cosa en el passat, així que decideix que aquesta vegada es queda aquí. El mateix tema va ser portat a Evangelion, però crec que va ser alguna cosa més que la transposició d'un espectacle d'un tema a un altre...» 
La trama original d'Evangelion es va mantenir relativament estable a través del desenvolupament, encara que alguns episodis tardans van canviar dràsticament des de les fluides primeres concepcions, per exemple, originalment hi havia 28 àngels i no 17, i el clímax s'ocuparia de la derrota dels últims 12 i no del Projecte de Complementació Humana. A més, l'aspecte de Kaworu Nagisa va canviar de ser un noi normal de l'escola (que canviaria a la seva "forma Àngel") acompanyat per un gat al seu eventual i actual disseny, i diversos altres.
La producció no va ser gens plàcida. La publicació de manga de Sadamoto va causar problemes en moltes editorials perquè van dir que «estava massa passat de moda per a tenir èxit»; l'estilitzat disseny dels mechas d'Evangelion, encara elogiat per la seva modernitat més tard, va ser inicialment desaprovat per alguns dels possibles patrocinadors d'animes mecha (fabricants de joguines) per ser massa difícils de fabricar (possiblement a propòsit), i que els dissenys dels models d'Evangelionmai es vendrien». Eventualment, Sega va accedir a concedir llicències a totes les joguines i les vendes de videojocs.
Finalment, Evangelion va començar a ser ensenyat: el primer episodi va ser emès el 4 d'octubre de 1995, molt després del que s'havia previst. Inicialment ignorat (encara que rebut positivament pels aficionats de Gainax convidats a primeres produccions), va créixer lentament i en gran part pel boca a boca.
L'episodi 16 va marcar un canvi que caracteritza la segona meitat d'Evangelion: més psicològica que d'acció o aventura. Aquest canvi d'èmfasi es deu en part al desenvolupament de la història, però també en part perquè a partir d'aquest moment, la producció havia començat a quedar-se sense finançament per no complir amb el calendari. Aquest col·lapse va ser identificat per un empleat de Gainax, que explica per què la sèrie va anar cap a la metaficció:
 No m'importa. El calendari va ser un desastre total i el nombre de cel·les van desplomar-se, de manera que hi va haver algunes parts on lamentablement la qualitat va patir. No obstant això, la tensió del personal, ja que tot es va fer més desesperadament i frenèticament, sens dubte va aparèixer a la pel·lícula... Sobre el temps que el sistema de producció va anar completament caient a trossos, hi va haver algunes opinions en el sentit que si no podem fer un treball satisfactori, llavors quin és el punt de continuar? No obstant això, no em sentia d'aquesta manera. La meva opinió era, «Per què no els vam mostrar el procés complet, inclosa la nostra distribució?».
No obstant això, l'episodi 18 va donar bastant la sensació que la rauxa de violència de l'EVA-01 durant el mateix era «criticable per ser inadequat en un programa d'anime que és vist per nens», i l'episodi 20 va ser igualment criticat per mostrar indirectament la Misato i en Kaji mantenint relacions sexuals. Amb aquesta popularitat va arribar el primer marxandatge, "Genesis 0:1" (que conté els dos primers episodis). Encara que la sèrie va celebrar el seu final el 27 de març de 1996 amb el seu últim capítol, la història aparentment segueix inconclusa: no es defineix si el Tercer Impacte i el Projecte de Complementació Humana han començat o acabat, ja que els episodis es concentren principalment en la psicologia dels personatges, deixant molt poc clar el que realment passa.
L'estil radicalment diferent i experimental dels dos últims episodis van deixar confusos a molts fans i va donar lloc a debat i anàlisi, tant acadèmicament com informalment, fins i tot les publicacions principals, com el Mainichi Times comentaria que: «Quan l'episodi 25 es va emetre per primera vegada, gairebé tots els espectadors es van sentir traïts... Quan el comentarista Eiji Otsuka va enviar una carta a la Yomiuri Shimbun, queixant-se del final de la sèrie Evangelion, el debat va ser nacional". (Cal assenyalar que la fi va rebre aquesta cobertura, en part perquè Evangelion havia atret espectadors que no solen estar interessats en aquests gèneres, la sèrie de televisió va ser molt popular).
Malgrat aquesta controvèrsia, la sèrie va gaudir de gran popularitat entre els seus fans. El 1995, Evangelion va guanyar el primer lloc a la unitat d'enquestats «Best Loved Series», un premi de la revista Animage. Aquest premi va ser concedit a la sèrie el 1996, amb 2.853 vots, en comparació amb la sèrie (no esmentada) que va quedar en el segon, amb 903 vots. Evangelion va guanyar el primer lloc el 1997, fent que la sèrie estigués en aquest lloc diversos anys, fins que Code Geass l'hi va treure.
En resposta a la reacció violenta dels aficionats en contra de la naturalesa del final de la sèrie, Anno va fer diversos comentaris polèmics en els mesos següents a la conclusió de la sèrie, i abans de l'emissió de Neon Genesis Evangelion: la fi. Anno va comentar en diverses entrevistes després de la conclusió de la sèrie que «els fans de l'anime necessiten tenir més respecte a si mateixos» i «tornar a la realitat», en una entrevista Newtype del 10 de maig, després de l'anunci de la nova pel·lícula el 26 d'abril i tornar a les versions editades de la sèrie de televisió. També va assenyalar que «les xarxes socials són el graffiti a les parets del bany».

## Anime
| Director                          | Hideaki Anno                                              |
| Creadors originals                | Hideaki Anno                                              |
| Composició i guió                 | Hideaki Anno Masayuki                                     |
| Direcció artística                | Hiroshi Kato                                              |
| Animació i disseny de personatges | Yoshiyuki Sadamoto                                        |
| Disseny de color                  | Harumi Takahoshi                                          |
| Edició                            | Sachiko Miki                                              |
| Planificació                      | Yoshio Obara                                              |
| Efectes de so                     | Toru Noguchi                                              |
| Música                            | Fujimaru Yoshino Hideaki Anno Hidetoshi Sato Shiro Sagisu |

L'anime d'Evangelion, dirigit per Hideaki Anno, animat per Gainax i Tatsunoko i produït per les companyies japoneses NAS i TV Tokyo, va començar a emetre's al Japó el 4 d'octubre de 1995 fins al seu final el 27 de març de 1996, amb un total de 26 episodis d'uns 25 minuts de durada cadascun. DVDs de la sèrie han estat també posats a la venda. La versión en català d'aquests DVD va ser distribuïda per Selecta Visión a Espanya.
La sèrie va ser rellançada sota el nom de Renewal of Evangelion, es va produir en 9 vídeos en format DVD, que van ser llançats per separat des del 26 de març de 2003 fins al 22 d'octubre de 2003. Un box-set, que inclou tots els vídeos, excepte el primer DVD, va ser llançat el 25 de juny de 2003. Les diferències amb la versió original es donen en la remasterització del so i les imatges. Ara el so està en format Dolby 5.1. Es van afegir sons nous i alguns diàlegs, així com millores en el color i la nitidesa de les imatges. Conté tant els episodis 21-24 com a 21' a 24' (és a dir, els episodis amb les escenes anomenades "Director's Cut"), encara que respecte al 23, ha estat omesa l'escena de la Ritsuko Akagi parlant davant dels clons de la Rei Ayanami a les instal·lacions del Dummy System.

## Manga
El manga Shin Seiki Evangelion va ser creat per Yoshiyuki Sadamoto, que va ser l'encarregat de dissenyar els personatges per l'anime. Va publicar el manga a Kadokawa Shoten, fent la seva primera aparició a la revista Shōnen Ace al desembre de 1994; la seva publicació va fer-se abans que l'anime per augmentar l'interès del públic. El 2008, va ser anunciat que passaria a la revista de Kadokawa Young Ace. La sèrie va concloure finalment al capítol 95, el juny de 2013. El manga es va compilar originalment en 14 volums tankobon.
Aquest manga és pràcticament una segona interpretació de la història. En tenir la possibilitat de narrar la història en format manga, va optar per canviar diversos aspectes del desenvolupament. Va crear així gran quantitat d'escenes noves o molt diferents i fins i tot va donar explicacions més clares i directes a enigmes que en l'anime només es van poder inferir. Sadamoto afirma que el manga és la seva pròpia interpretació d'Evangelion, mentre que l'anime és la interpretació de Hideaki Anno.
A principis de la dècada de 2010 es publicà una antologia tribut oficial d'un sol tom anomenada Evangelion: Comic Tribute on hi col·laboraren molts artistes: Mine Yoshizaki, Hideki Ohwada, Yun Kouga, Nawoki Karasawa, Yōko Sanri, Rui Takatō, Keiichi Tanaka, Astroguy II, Kōtarō Yamada, Sessyu Takemura, Jun Abe, Tony Takezaki i Koushi Rikudo.
A la conferència de Norma Editorial del Saló del Manga de Barcelona de 2022, van anunciar que començarien a publicar el manga en català a partir de 2023 en la seva edició col·leccionista. Finalment es va començar a publicar el 31 de març de 2023.

## Pel·lícules

### Mort i Renaixement
Mort i Renaixement va ser el primer film d'Evangelion, estrenada als cinemes el 19 de març de 1997, i consisteix en dues seccions: Death, que és una recapitulació de la sèrie de manera desordenada que gira entorn d'un concert de cordes amb en Shinji, l'Asuka, Kaworu i la Rei on es van mostrant escenes de la sèrie relatives a cada personatge, i Rebirth, una animació totalment nova que substitueix els capítols 25 i 26 i que conforma la primera part del nou final de la sèrie. Conté en els crèdits la cançó «Tamashi no Rufuran». Aquesta pel·lícula va tenir dos reedicions llançades més tard anomenades Death (TRUE)^2(una d'elles inclosa a Revival of Evangelion) i que contenen música i escenes noves.

### The End of Evangelion
Aquesta és la segona pel·lícula d'Evangelion, estrenada als cinemes el 19 de juliol de 1997. El seu nom original era Evangelion: Rebirth II, però es va decidir deixar-ho finalment en Evangelion: la fi (The End of Evangelion. Està composta de dues parts, Air i Magakoro wo, kimi ni, també conegudes com els episodis 25' i 26', ja que vindrien a reemplaçar als episodis 25 i 26 originals. Hi ha dues versions d'aquesta pel·lícula, de cinema i de vídeo. En el llançament de l'edició de vídeo s'incloïen dues compilacions anomenades Genesis 0:13 i Genesis 0:14, en què venien inclosos els capítols 25 i 25' i 26 i 26', respectivament. Les versions de cinema i vídeo tenen petites diferències en el final de l'episodi Air, com ara la inclusió de crèdits o previews de la següent part de la pel·lícula.

### Revival of Evangelion
Revival of Evangelion és considerada la tercera pel·lícula d'Evangelion, i és una unificació remasteritzada de les pel·lícules Death & Rebirth i Evangelion: la fi, afegint escenes addicionals sense molta importància en la trama de les pel·lícules i augmentant considerablement la seva qualitat de vídeo i so. Va ser estrenada al març de 1998 com a edició de vídeo, i és considerat el final que Gainax volia per Evangelion, i que per diferents raons no van poder aconseguir. Aquesta versió va sortir a la venda només al Japó.

### Rebuild of Evangelion
L'1 de setembre de l'any 2007 es va estrenar Evangelion: 1.0 You Are (Not) Alone, la primera de les quatre pel·lícules d'Evangelion, que en conjunt reben el nom «Rebuild of Evangelion», expressió en anglès de «Reconstrucció d'Evangelion».
Aquesta vegada la producció va a càrrec de l'Studio Khara en col·laboració amb Gainax. Khara és el nou estudi de Hideaki Anno, per al qual ha aconseguit reclutar gran part de la plantilla.
S'han agafat els elements de la història original narrada a la sèrie de TV per a aquesta nova producció: es deixen una mica de banda els temes psicològics per centrar-se més en l'acció i així cridar l'atenció dels espectadors amb menys inclinació al gènere de l'anime.
Evangelion: 1.0 You Are (Not) Alone té escenes totalment noves i noves tècniques en l'animació. Recentment es va estrenar Evangelion: 2.0 You Can (Not) Advance, mostrant nous EVA, apòstols i personatges.

## Interpretacions
El crític cultural japonès Hiroki Azuma destaca les figures dels "àngels" com la materialització d'una por sense causa, i la Rei com l'encarnació de la fredor de la ciència moderna, especialment en els laboratoris. Això és especialment important en el context de la sèrie, on la por injustificada i la fredor de la ciència tenen un paper important. Així, la sèrie mostra diversos problemes socials amb aquestes característiques. Segons Azuma, Evangelion va significar un renaixement dels animes; Anno havia superat les normes establertes a la seva era, i havia mostrat una direcció completament diferent. De fet, a la sèrie d'Anno també hi ha una mort i renaixement.
Altres crítics veuen, entre altres coses, que els àngels són interpretats com a figures paternals, que representen l'odi d'en Shinji cap al seu pare, mentre que les EVA són identificades com maternals, a causa de la presència de les mares d'en Shinji i l'Asuka a les EVAs. La immersió dels pilots en "LCL" dins dels EVA és sovint vist com una al·legoria de l'embaràs i el part, al comparar-ho amb la figura maternal abans esmentada dels EVA.

## Banda sonora
En l'anime es van publicar àlbums amb la música de fons de la sèrie, composta per Shiro Sagisu. Un dels punts a destacar de la banda sonora és l'opening de la sèrie, Zankoku na tenshi no these, obra de Neko Oikawa, Hidetoshi Satou i Yoko Takahashi. També és famós l'ending, Fly Me to the Moon, que compta amb diferents versions i és interpretat per Yuko Miyamura i Megumi Hayashibara, així com per Hikaru Utada a Rebuild of Evangelion.

## Recepció
Amb un modest pressupost es convertí en un "èxit comercial, recaptant més de 800 milions de dòlars en vendes de vídeo i 400 milions de dòlars en mercaderia només al Japó[,]" i un èxit de crítica dins i fora del Japó.
La sèrie va atreure enormement l'atenció del públic japonès, més fins i tot que la sèrie de Bandai Gundam Wing, que gaudia d'un enorme èxit en aquell moment. Diversos dōjinshi d'Evangelion van ser llavors els més populars del mercat japonès. Només al Japó es van vendre 800 milions de vídeos i articles de marxandatge, amb un guany de més de 400 milions de dòlars nord-americans. L'últim episodi de la sèrie va ser vist per més de 10 milions de persones. Amb tot això, el dissenyador de personatges Yoshiyuki Sadamoto atribueix l'èxit al fet que Evangelion fos el que la gent estava buscant. D'acord amb Lawrence Eng, es deu també a la ben pensada combinació de gèneres en l'anime.
Hideaki Anno va ser atacat al final de la sèrie pels fans. Anno i l'estudi van ser acusats d'haver arruïnat la sèrie en els seus últims capítols. No obstant això, Anno va defensar el final, i va lamentar que el treball de l'estudi no fos reconegut, encara que va declarar estar decebut per no haver-se produït la desitjada revolució de l'anime que ell esperava. Es va especular que el final de la sèrie havia estat censurat, però això va ser negat per l'equip de producció.
Després de l'emissió de la primera meitat de la sèrie va ser declarada la millor sèrie des de Mobile Suit Gundam. Més tard, la sèrie seria seleccionada per un grup de crítics japonesos, entre els quals es trobava Noboru Ishiguro, com un dels quatre pilars de l'anime. Això es va decidir d'acord amb els criteris d'innovació, l'avaluació de l'impacte en el públic i l'èxit de la sèrie. El 2006, en una enquesta duta a terme per Japan Media Arts Festival a la qual van assistir 80.000 aficionats, Evangelion va ser designat el segon millor anime de tots els temps.

### Impacte
Alguns veuen en la sèrie un important punt d'inflexió en la història de l'anime i la cultura otaku, però aquesta opinió no és universalment acceptada.
Hideaki Anno va seguir usant diverses tècniques emprades a Neon Genesis Evangelion, com el muntatge d'imatges i text, en els seus següents treballs, com la sèrie de televisió Kareshi Kanojo no Jijo de 1998 i la pel·lícula de 1999 Love and Pop. També, el compositor Shiro Sagisu va usar peces del seu treball a Evangelion per a altres sèries, com Bayside Shakedown. Respecte a l'estudi Gainax, que travessava dificultats econòmiques, l'èxit d'Evangelion va portar un ingrés estable per mitjà de la venda de marxandatge.
Al Japó s'han publicat diversos llibres, proporcionant informació bàsica sobre la sèrie, la seva arquitectura i enginyeria o el seu disseny i rerefons psicològic. A més, ha estat publicada una sèrie de dōjinshis i adaptacions d'altres artistes.
Hiroki Azuma descriu l'efecte d'Evangelion com un xoc per als fans de l'anime, així com la resta dels espectadors. Neon Genesis Evangelion va anar més enllà de les sèries anteriors i va produir un gran esdeveniment. Azuma atribueix l'èxit a una animació detallada i d'alta qualitat, així com el fet que la sèrie posa de manifest diversos problemes socials. Anno va usar una sèrie de noves tècniques narratives que van donar a l'anime, que es trobava, segons Azuma, en un context infèrtil, un nou impuls. La qualitat de l'acció va llançar a la fama la destresa com a autor de Hideaki Anno.
Segons Azuma, l'arribada de Neon Genesis Evangelion el 1995 va produir una divisió en la indústria de l'anime. A partir de llavors,Evangelion es va mantenir imbatuda durant deu anys. La sèrie va contribuir a un major interès per part del públic adult cap a l'anime, a més, va provocar que els fans que s'havien distanciat de l'anime a principis de la dècada dels 1990 recuperessin l'interès. Al Japó, l'auge d'Evangelion va originar i inspirar la creació d'altres animes, com Sōkyū no Fafner, Cowboy Bebop, Blue Submarine No 6 , Kido Senka Nadeshiko i Gasaraki. En resum, Evangelion va produir un creixement en la indústria de l'anime.

#### Impacte als Estats Units
La sèrie va ser molt reeixida als Estats Units i encara és ben coneguda en els cercles de fans d'aquest país. D'acord amb Manga Entertainment, la sèrie trenca la tradició d'històries ja existents en l'anime i, per tant, obre noves possibilitats per al gènere. Hideaki Anno va revolucionar el gènere mecha i el va treure d'una anomenada "paràlisi psicològica". El gran nombre de fans a Amèrica i Japó demostra la importància del treball.
Susan J. Napier diu que Evangelion, juntament amb La Princesa Mononoke i Ghost in the Shell, dona una imatge de l'anime intel·lectualment influenciat. La sèrie és compatible amb altres treballs de l'anime orientats cap a un públic adult en la dècada dels 90. Evangelion és definit com una desconstrucció del gènere mecha, per característiques com ara el jove protagonista, enemics malvats i un futur proper amb alta tecnologia que deixa l'espectador confós. Així, ja en la primera lluita d'en Shinji contra un àngel, es mostra una mecànica de por inusual: el combat no és un espectacle visual, ja que té una decoració senzilla, en Shinji no utilitza una arma d'alta tecnologia, més aviat un gran ganivet. El resultat final va decebre a molts espectadors a causa de la falta d'acció i efectes, però no obstant això les escenes ofereixen una psicoanàlisi del personatge principal, en Shinji Ikari, així com un rerefons personal i psicològic. Durant la sèrie, les escenes amb poca acció prenen un significat especial, el de donar suport a la part psicològica de la trama. Les escenes de violència, per la seva banda, van ser més brutals que en l'animació habitual.
Segons Anime Encyclopedia, Evangelion no només és la sèrie més influent de l'anime, sinó que també crea la il·lusió d'un significat més profund. La sèrie ha contribuït significativament a fer que als Estats Units l'emissió d'anime augmentés.

## Disseny i estil

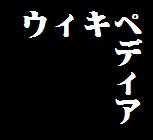
Disseny semblant al títol d'un episodi dEvangelion, destacant l'ús del text blanc sobre fons negre.

| «              | "Evangelion és com un trencaclosques. Qualsevol pot veure-ho i trobar les seves pròpies respostes. En altres paraules, permet pensar per si mateix, de manera que cadascú crea el seu propi món. Mai es donaran totes les respostes, ni tan sols en les pel·lícules. Molts fans de Evangelion tenen l'esperança que es llanci una mena de llibre "Tot sobre Evangelion", però això no passarà. No esperis que altres et donin la resposta a les teves preguntes, que t'ho posin tot davant. Tots tenim les nostres pròpies respostes". | » |
| — Hideaki Anno | |   |

### Estil gràfic
Exteriorment, la sèrie està fortament influenciada per l'anime mecha dels anys 1970, gènere del qual Anno va ser amant. A la segona meitat de la sèrie s'incrementa el treball amb text en blanc sobre fons negre, un mètode utilitzat anteriorment per Jean-Luc Godard. Aquest text connecta bé amb l'ànim dels personatges, especialment amb en Shinji, a més, és especialment utilitzada en els dos últims episodis de la sèrie. A diferència de les pel·lícules d'anime Akira i Ghost in the Shell, que també van ser llançades en aquesta època i van fer avançar l'anime, Evangelion no té imatges detallades, usades per donar més informació, sinó escenes ràpides. Però, en altres escenes si que es fan servir imatges complexes, així com altres en què es mostra una imatge fixa per un llarg temps, o amb moviments lents en una direcció.

### Tecnologia d'animació
La sèrie va ser produïda, com totes les creacions de Gainax, amb animació limitada. Això és usat per Hideaki Anno en les escenes en les que un objecte es mou en contrast amb el fons per tal d'aconseguir una sensació de profunditat. En l'última part de la sèrie, sobretot els dos últims episodis, s'usen amb freqüència seqüències d'imatges simples, text i imatge. Els talls són deliberadament ràpids o lents.

### Influències
D'altra banda, també es fan referències a esdeveniments històrics. El Primer Impacte, per exemple, està basat en l'impacte d'un meteorit que va produir la creació del nostre satèl·lit natural. També, l'amenaça dels àngels és una referència a l'amenaça de la bomba atòmica. També, els atacs individuals dels àngels estan agafats de la Guerra del Pacífic, vista des del punt de vista japonès.
També hi ha homenatges a diversos clàssics de la ciència-ficció, com el títol del darrer episodi, "el centre del món clama l'amor" està pres de l'obra homònima de Harlan Ellison. L'uniforme de Gendo Ikari és una referència a Space Battleship Yamato, una altra famosa sèrie d'anime. A més, Anno i Sadamoto van ser influenciats pels mànigues de Go Nagai Devilman i Densetsu Kyojin Ideon, el que va inspirar el concepte de NERV i que els mechas fossin controlats per adolescents. La relació de comandant i subordinat entre Gendo i Fuyutsuki va ser presa de la sèrie de televisió UFO.

### Temes
A més de l'aparentment temàtica dominant de la lluita entre el NERV i els àngels, altres temes de la sèrie són la por al canvi i a la tecnologia, així com la relació entre aquesta i l'home, així com l'abús de la ciència. A més, la sèrie mostra el creixement interior i la recerca de la identitat d'en Shinji Ikari, sent l'EVA la seva pròpia representació i els àngels els problemes als quals s'ha d'enfrontar. Els personatges pateixen dany físic i psicològic, sent els EVA representacions de protecció.

### Primera part
A causa de la revisió de l'acció de la sèrie realitzada per la producció, la sèrie pot ser dividida en dues parts. En els set primers capítols el ritme és bastant ràpid, però consistent. Durant aquest temps, la sèrie se centra en els personatges d'en Shinji i la Rei, així com en aspectes filosòfics com el dilema de l'eriçó, homònim del capítol 4. Després d'això, els següents capítols tenen més humor i acció.
La primera part conté escenes d'acció, però també tracta els problemes d'en Shinji, l'Asuka, la Rei i la Misato, els seus traumes psicològics i el seu contacte amb el món exterior. En el seu desenvolupament passarà una lenta obertura dels personatges al seu entorn i, per tant, una solució als seus problemes. D'altra banda, la primera part de la sèrie es basa en produccions anteriors i diversos animes i sèries de ciència-ficció. Això inclou elements clàssics de l'anime, com una combinació de fanservice i alta tecnologia.

### Segona part
Des del capítol 16, Anno desenvolupa més el simbolisme de la sèrie. Els següents episodis són més violents que els anteriors i han perdut els elements d'humor i d'esperança per als personatges. La sèrie s'aparta dels elements típics de l'anime, els elements presos de produccions anteriors no són rebutjats, però es distorsionen i són portats als seus límits.
A més, a la segona part l'acció s'accelera, per exemple, la Rei mor en l'episodi 23 en només quatre minuts. Els esdeveniments antics són menys importants, ja resolts en la primera part, i molts nous esdeveniments eclipsen la seva importància, com el llançament de la Llança de Longí. La comprensió dels antics no és necessària per al que passa a la segona part.

### Els dos últims episodis
Els dos últims capítols estan desproveïts de l'habitual estil de la sèrie. Els crítics japonesos Eiji Otsuka i Tetsuya Miyazaki descriuen aquests episodis com "una purificació mental" o "una psicoteràpia". Desapareix per complet una acció progressiva en la sèrie en aquest final.
Els capítols estan totalment compostos per seqüències de visions en les que en Shinji i altres personatges apareixen. Normalment el fons és negre, indefinit, o imatges fixes d'altres episodis. En resum, seqüències que estaven presents en la resta de la sèrie, en molta menor mesura. Sovint, un dels personatges apareix assegut en una cadira plegable enfrontant-se a un jo més jove o esdeveniments passats. Les visions d'en Shinji, que en l'últim capítol tenen un paper important, es troben en part ambientades en un teatre buit. Com a conclusió, aquests capítols ofereixen una psicoanàlisi del caràcter d'en Shinji Ikari.

## Inspiració i simbolisme
Evangelion està ple d'al·lusions a la biologia, els conceptes militars, religiosos i psicològics, així com nombrosos homenatges i referències a animes o sèries animades anteriors (per exemple, la trama bàsica de l'anime s'havia vist en altres, com Space Battleship Yamato ), una tendència que li va valer el sobrenom d'«Anime remixat».
El constant ús de l'argot i la teoria psicoanalítica de Freud, així com les al·lusions a la religió i la biologia són usats idiosincràsicament per transmetre el missatge del director. Aquesta tendència d'Anno ha estat criticada com a «plagi total! […] Evangelion és només un anime amb una mica més de psicologia». No obstant això, Anno s'ha defensat negant la possibilitat de crear una obra totalment original sense referències a una altra:
 «Ja no hi ha espai per l'originalitat absoluta en l'àmbit de l'anime, especialment tenint en compte que la nostra generació va créixer sota quantitats massives d'anime. Totes les històries comporten una inevitable sensació de déjà vu. L'única manera d'expressió oberta per a nosaltres és un collage d'obres ja existents.»
 «La gent que fa anime i la gent que el veu volen veure les mateixes coses. Els creadors han estat fent la mateixa història durant 10 anys, els espectadors semblen estar satisfets i no hi ha sentit d'urgència. No hi ha futur en això." 
Independentment, Anno sembla tenir l'esperança de revitalitzar el gènere de l'anime - vist com a inert i moribund en la dècada dels 80 - i restaurar l'originalitat: la creació d'un nou anime. Aquest desig és també la raó d'Anno de crear Rebuild of Evangelion :
 «Molts i diferents desitjos ens inciten a crear una nova pel·lícula d'Evangelion... El desig de lluitar contra la contínua tendència de l'estancament en l'anime. 

El desig de donar suport a la força del cor que hi ha al món... 

Moltes vegades ens preguntem, "És un títol de 10 anys. Per què ara?" 

"Eva és massa vell", el sentíem. 

No obstant això, en els últims 12 anys no hi ha hagut cap anime més recent que Evangelion."
La interpretació dels símbols i els conceptes varia d'individu a individu, no és clar quants són intencionals o significatius, ni si es limita a elements de disseny o de les coincidències. El mateix Anno va dir «pot ser divertit si algú amb temps lliure l'investiga." Algun d'aquests símbols van ser esmentats en el comentari del DVD anglès de Rebirth of Evangelion i Evangelion: la fi.
Molts personatges comparteixen els seus noms amb vaixells de guerra japonesos de la Segona Guerra Mundial, com el Sōryū, l'Akagi i el Katsuragi (tot i estar escrits amb diferents kanjis, tenen la mateixa pronunciació). Noms d'altres personatges fan referència a obres de ficció, com els noms de dos personatges de la novel·la de Ryu Murakami,Ai to Genso no Fascism : Kensuke Aida i Toji Suzuhara.

### Teoria psicològica i psicoanalítica
Evangelion ha estat durant molt de temps considerat com una expressió profundament personal de la lluita interna de Hideaki Anno. Des del seu començament, Evangelion invoca molts temes psicològics. Frases usades en els episodis, els títols d'aquests, i els noms de la música de fons amb freqüència deriven de Sigmund Freud, a més de potser algunes influències lacanianas en general. Els exemples inclouen: Tànatos, Oral Stage, Trastorn d'ansietat per separació i Mother is the first Other (que és la base per al complex d'Èdip). El paisatge i els edificis de Tòquio-3 semblen carregats d'importància psicològica, fins i tot en el primer episodi.
La connexió entre els EVA i els seus pilots, així com el propòsit del Projecte de Complementació Humana, tenen una gran semblança amb les teories de Freud sobre el conflicte intern i la comunicació interpersonal.
El dilema de l'eriçó és un concepte descrit pel filòsof Arthur Schopenhauer i més tard adoptat per Freud. És el subtítol de l'episodi 4 i s'esmenta en aquest episodi per la Misato Katsuragi com descriptiu de la seva relació amb en Shinji Ikari.
Molts dels personatges tenen profunds traumes psicològics en relació amb els pares. La introversió i ansietat social d'en Shinji deriven de la mort de la seva mare en una edat primerenca i l'abandó per part del seu pare. L'Asuka Langley va ser blanc de la bogeria de la seva mare, i ella mateixa va descobrir el seu cadàver penjat, la seva dura i intimidant personalitat és una forma de distreure's a si mateixa del seu dolor, i ha fet que pilotar l'Evangelion unitat 02 sigui la seva única font d'orgull i satisfacció. El pare de la Misato la va descuidar quan era nena, després que morís durant el Segon Impacte, ella va deixar de parlar durant dos anys. A l'episodi 15 la Misato afirma que en Ryōji Kaji l'atreu en part perquè li recorda al seu pare. La Ritsuko Akagi va veure la seva mare tenint una aventura amb en Gendō Ikari, i per això després de la mort de la Naoko Akagi va sentir odi i atracció cap en Gendo.
De fet, els dos últims episodis estan «privats de l'alta tecnologia i les acolorides imatges que caracteritzaven als anteriors capítols de la sèrie, aquests dos darrers capítols tenen lloc primordialment en tons apagats... Una forma d'interrogatori és duta a terme per en Shinji preguntant-se a si mateix -o se li demana per mitjà d'una veu invisible- preguntes de sondeig psicològic. Les preguntes obtenen respostes inesperades, en particular les que tenen a veure amb la motivació d'en Shinji per pilotar l'EVA; se sent sense valor i temorós d'altres (especialment del seu pare) si no està pilotant l'EVA.
L'Asuka Langley i la Rei Ayanami també mostren una profunda introspecció i consideració en la seva psique. L'Asuka arriba a la conclusió que tot el seu ésser està a pilotar l'EVA i que sense això no té identitat personal: «No sóc res... Ningú necessita un pilot que no pot controlar el seu propi EVA.». La Rei, que en tota la sèrie ha mostrat un mínim d'emocions, revela que té un impuls, Thanatos, una inclinació a la mort: "Sóc feliç. Perquè vull morir, vull tornar al no-res".
En l'episodi 25, en Shinji i l'Asuka demostren que van patir passats similars i van trobar diferents formes de superar-ho. Això es va establir en en Shinji quan va afirmar que no té vida sense el seu EVA, però després va renegar d'aquesta idea en el capítol 26, abans del famós «Felicitats».

### Religió

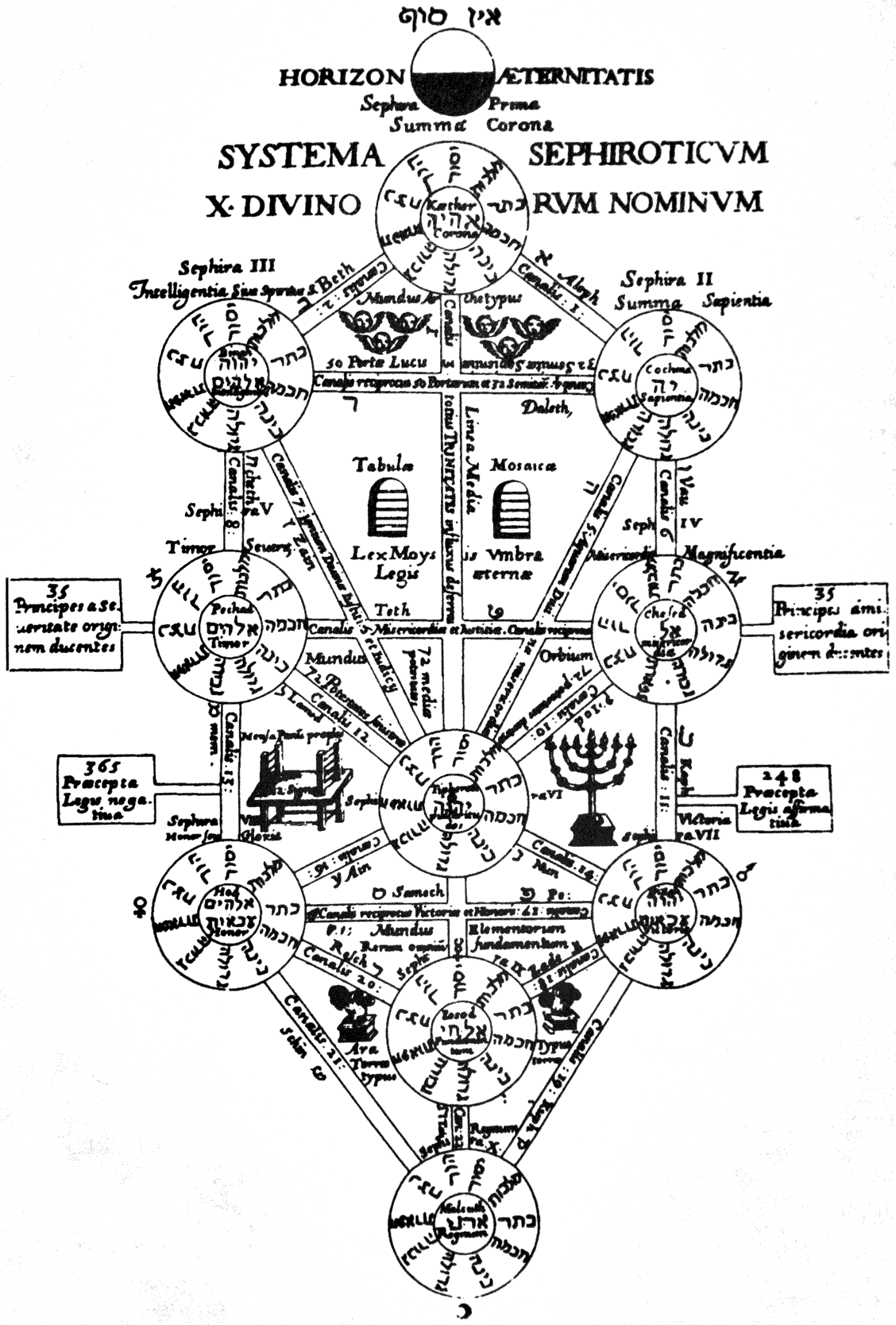
El Sefirot apareix en aquesta sèrie com l'Arbre de la Vida, juntament amb moltes altres referències a la càbala.

A més de les influències psicològiques i filosòfiques d'Evangelion, abunden també les al·lusions religioses de religions exòtiques per Japó, com el judaisme i el cristianisme, que tenen un paper central. Aquesta caracterització es va deure a un intent de fer la sèrie més interessant i exòtica. No obstant això, a causa de la major importància donada a l'acció en la sèrie, els elements religiosos no tenen un paper principal, però segueixen en un segon pla.
Un exemple d'aquestes referències és, per exemple, que l'organització SEELE es basa en els Manuscrits del mar Mort. També es fan servir elements de la Càbala, com el Sefirot i l'Arbre de la Vida. Els àngels són una referència als àngels de l'Antic Testament, basats àmpliament en l'angelologia, el nombre d'àngels mostrats, 18, és un nombre espiritualment important en el judaisme, ja que s'associa amb la paraula hebrea חי (Chai), que significa «vida». La Llança de Longí és una reminiscència a la Llança Sagrada, amb la qual Longinus va travessar el costat de Jesús en la creu, però, la llança té també altres significats, sent els de la llança usada pels déus xintoistes Izanagi i Izanami per a crear el món.
Segons Patrick Drazen, els personatges Shinji, Asuka i Rei poden ser vistos com l'encarnació dels déus Susanoo, Uzume i Amaterasu: Shinji, igual que Susanoo, no és acceptat pel seu entorn, Asuka és com Uzume, orgullosa i fera, mentre que la Rei, com Amaterasu, torna a «néixer». Un simbolisme similar podria aplicar-se en la mitologia hebrea, amb els personatges Adam, Lilit i Eva: Shinji, com Adam, és un personatge central, Asuka és rebel i independent, com Lilit, i la Rei, igual que Eva, és submisa i obedient. Existeix en la sèrie una companyia fantasma anomenada Institut Marduk, una referència al déu principal de la religió babilònica; l'empresa té 108 sucursals, el mateix nombre de pecats del budisme. La forma dels EVA recorda als onis de la mitologia japonesa, així com en els seus atributs. En l'episodi 9, l'Asuka descriu la porta corredissa entre ella i en Shinji com «el mur de Jericó», que en el llibre de Josuè va ser un mur impenetrable que va ser enderrocat pels exèrcits d'Israel en sonar les trompetes de Yavé. Els superordinadors MAGI es diuen Melcior, Gaspar i Baltasar, noms donats tradicionalment a els savis que van visitar a Jesús a Betlem.
L'assistent de direcció Tsurumaki Kazuya va dir que originalment només usa la simbologia religiosa per obtenir avantatge sobre altres gegants del gènere mecha, i que per tant podria no tenir un únic significat, i està destinada a ser susceptible a diferents interpretacions. Hiroki Sato, cap del departament de relacions públiques de Gainax, va fer unes declaracions similars.

### Filosofia
Neon Genesis Evangelion, i en especial el "Projecte de Complementació Humana", mostren una enorme influència de la novel·la d'Arthur C. Clarke titulada La fi de la infància, una influència que Anno ha reconegut. Les similituds entre les obres, com l'ampli tema de l'evolució de la humanitat a un pla superior de l'existència, o menys important, com la taxa de natalitat en declivi després del Segon Impacte, es dedueix d'aquest treball.
Evangelion mostra influències de l'autor de ciència-ficció Paul Linebarger, més conegut pel seu pseudònim, Cordwainer Smith. Linebarger va créixer a la Xina, convertint-se en el fill del líder nacionalista Sun Yat-sen, i durant la Segona Guerra Mundial va treballar en la guerra psicològica per a l'exèrcit dels EUA, incloent-hi propaganda contra Japó. El treball de Linebarger inclou fortes influències de la cultura asiàtica i de la cristiandat. Les seves novel·les de ciència-ficció giren al voltant del seu propi concepte de la instrumentalitat de la humanitat, un govern central fort. Com SEELE, la Instrumentalitat Humana implicaria "ser artífexs de l'autèntic destí de la Humanitat". Encara Anno insistir que Hokan (补完, complementació) fos traduït com instrumentalitat, potser com un homenatge a les obres de Linebarger, els dos conceptes són molt diferents.
Altres al·lusions són de les obres de Philip K. Dick The Divine Invasion, i The Prisoner, Thunderbirds, Ultra Seven, UFO, The Andromeda Strain,i fins i tot The Hitch.
Els temes existèncials de la individualitat, la consciència, la llibertat, l'elecció i la responsabilitat són molt mostrats en tota la sèrie, especialment a través de la filosofia de Jean Paul Sartre i Søren Kierkegaard. El títol de l'episodi 16, "Malaltia per morir i..." (死に至る病、そして, Shi ni itaru yamai, soshite) és una referència a aquest treball.
El Projecte de Complementació Humana pot estar inspirat per la filosofia de Georg Wilhelm Friedrich Hegel.
A més tracta els temes de la filosofia de Nietzsche com la mort de Déu, el Superhome i la voluntat de poder.

## Impacte cultural

### En l'anime
Des del període de 1984 fins a la creació d'Evangelion, l'anime més aclamat tenia un estil, en certa manera, allunyat de l'habitual en l'anime. Per exemple, el treball de Hayao Miyazaki: El meu veí Totoro (1988), i altres, van ser les obres clau, mentre que Akira (1988) va estar basada en l'estil americà de còmics. Llavors, l'aclamat director Mamoru Oshii va dir que, en les paraules de Hiroki Azuma, "ningú volia veure més del mateix". Evangelion, però, mostra la reversió d'aquesta tendència.
Així com Evangelion ha estat influïda per altres treballs, aquest s'ha convertit en un element bàsic en la ficció japonesa. La naturalesa de la sèrie va marcar una fita pel sentit psicològic i sofisticat, que va ser recollit per altres animes, com Revolutionary Girl Utena (1997) que, igual que Evangelion, se centra en un món canviat que podria sobrevenir. De vegades s'ha dit que Serial Experiments Lain (1998) va tenir certa influència d'Evangelion, però l'autor de la sèrie no va veure Evangelion fins a haver conclòs el quart episodi de Lain. A més, Lain tracta temes diferents i es tracta a la societat com un tot, i d'una manera molt profunda i complexa abordant temes com l'inconscient col·lectiu, Qui som? Què és la realitat?, mentre que Evangelion tracta gairebé principalment dels problemes emocionals del protagonista i la seva manera d'afrontar la vida.
L'anime Kareshi Kanojo no Jijō (1999) també va ser dirigit per Hideaki Anno i va usar les mateixes tècniques de "ripping-apart" (alternant fotografies del món real amb les imatges d'anime) i va retratar els conflictes psicològics de la mateixa manera (encara que els diferents dispositius de cinema es remunta a les obres que no siguin d'Evangelion, per exemple, les obres d'Osamu Tezuka).
Evangelion també va canviar radicalment l'estil dels clàssics robots gegants mecha del gènere japonès del mateix nom. Anteriorment, com a Mazinger Z, Kotetsu Jeeg i altres programes dels anys 1970 i 1980, els robots eren presentats com vestits mecànics «pesants». Evangelion va introduir les seves ràpides i elegants EVA com humanoides orgànics gegants, fent un notable contrast amb els dissenys de mechas del passat. De fet, l'estil establert i creat per Evangelion s'ha tornat més comú des del seu llançament, encara que sèries com The King of Braves GaoGaiGar segueixen amb l'antic estil. RahXephon, un programa amb dissenys inspirats en els mechas dels anys 70, va ser comparat amb Evangelion per molts enquestats de parla anglesa.
Evangelion és generalment considerat com una part vital del gènere de ciència-ficció, per la seva lluita psicològica i simbolisme metafísic.

### En la cultura popular
Neon Genesis Evangelion ha estat freqüentment parodiat i explícitament esmentat en diversos altres animes, videojocs i sèries de la cultura popular. Per exemple, en l'anime Keroro Gunso es fan incomptables paròdies a Evangelion, ja que el seu autor, Mini Yoshizaki, va ser el creador de les figures commemoratives del desè aniversari de Gainax, Angel Chromosome XX. Especialment a la web, nombrosos webcomics, com ara Tsunami Channel, ofereixen tributs a Evangelion. També Anno va fer broma sobre el seu treball, ja que en la banda sonora d'Evangelion va ser inclòs un àudio drama anomenat «After of the End», on els personatges es reuneixen i parlen, trencant la quarta paret, sobre produir un altre capítol. Anno és presentat com a convidat entre els personatges.
Evangelion també ha estat esmentat en els mitjans de comunicació dels Estats Units. En la pel·lícula de 2002 Retrat d'una obsessió, protagonitzada per Robin Williams, el personatge Jake diu al seu pare que li compri la figura d'acció de l'EVA-05, i el personatge de Williams li dona gratis més tard. La joguina forma part de la col·lecció personal de Williams, que va declarar ser fan de la sèrie. A més, en un dels butlletins de Gwyneth Paltrow a la pàgina web de l'The Huffington Post, el director Wes Anderson va situar Neon Genesis Evangelion en un top 5 dels seus entreteniments favorits, mentre que IGN el va situar en el desè lloc de 10 de la llista de «Top 100 Animated Series» de gener de 2009, va ser l'anime més alt de la llista. A la pel·lícula de 2008 The Day the Earth Stood Still es pot veure una figura d'acció de la unitat 01 a l'habitació de Jacob. També poden veure's diverses figures d'acció d'EVA a l'habitació del fill de Michael a la pel·lícula Michael Clayton.
Interpretacions dels fans i de la reformulació d'Evangelion han anat des d'històries, de fanficció, i fins i tot guions que amplien o reinterpreten la sèrie. S'han fet fandubs com «Evangelion: Redeath» o «Reprise of Evangelion».

### Llocs webs oficials
- Pàgina de Madman Entertainment sobre Evangelion Arxivat 2005-12-18 a Wayback Machine. (anglès)
- Neon Genesis Evangelion Arxivat 2001-04-02 a Wayback Machine. – Pàgina oficial de Gainax sobre Evangelion (japonès)
- 新世紀エヴァンゲリオン – Pàgina de King Record (japonès)